# Psicopedagogia
A psicopedagogia é o campo do saber que se constrói a partir de dois saberes e práticas: a pedagogia e a psicologia. O campo dessa mediação recebe também influências da psicanálise, da linguística, da semiótica, da neuropsicologia, da psicofisiologia, da filosofia humanista-existencial e da medicina.
Existem dois tipos de psicopedagogia: a institucional e a clínica. A linha  da psicopedagogia  institucional promove uma relação entre os professores e o processo de ensino - aprendizagem, a fim de melhorar a instituição escolar e os problemas de aprendizagem na mesma.
A psicopedagogia está intimamente ligada à psicologia educacional, da qual uma parte aplicada à prática. Ela diferencia-se da psicologia escolar, também esta uma subdisciplina da psicologia educacional, sob três aspectos:
- Quanto à origem - a psicologia escolar surgiu para compreender as causas do fracasso de certas crianças no sistema escolar enquanto a psicopedagogia surgiu para o tratamento de determinadas dificuldades de aprendizagem específicas;
- quanto à formação - a psicologia escolar é uma especialização na área de psicologia, enquanto a psicopedagogia é aberta a profissionais de diferentes áreas e
- quanto à atuação - a psicologia escolar é uma área propriamente psicológica enquanto a psicopedagogia é uma área plenamente interdisciplinar, tanto psicológica como pedagógica.

## Algumas questões teóricas

### Concepção da análise do comportamento
De acordo com a concepção da análise do comportamento, o processo de aprendizagem acontece na relação entre o objeto de conhecimento e o aluno. O professor programa a forma como o objeto de conhecimento será organizado, respeitando as características individuais do aluno. O objetivo é que o aluno se interesse pelo processo de conhecimento e aja sobre o objeto de conhecimento.
Apesar do que alguns críticos erroneamente afirmam, para os analistas do comportamento o aluno não deve assumir uma posição passiva durante o aprendizado. Pelo contrário, responder a questões, formular questões e relacionar diferentes conteúdos é fundamental. Para que a aprendizagem seja mais efetiva, o professor deve investigar o nível de conhecimento do aluno, identificando seus pontos fortes e fracos e adaptando os conteúdos de forma a facilitar o ensino.

### Concepção racionalista
Na concepção racionalista, a aprendizagem é fruto da capacidade interna do aluno. Ele é, ou não, “inteligente” porque já nasceu com a capacidade, ou não, de aprender. Sua aprendizagem também estará relacionada à maturação biológica, só podendo aprender determinados conteúdos quando tiver a prontidão necessária para isso. O aluno já traz uma capacidade inata para aprender. Quando não aprende, é considerado incapaz; se aprende diz-se que tem um bom grau de quociente intelectual ou (Q.I.). Nesta concepção, o papel do professor é de organizador do conteúdo, levando em consideração a idade do indivíduo.
De acordo com as pesquisas na área cognitiva de aprendizagem, quando uma pessoa apresenta uma deficiência de aprendizado em algum assunto específico, é provável que as ferramentas mentais como análise, percepção, memória, analogia, imaginação e organização mental das informações não estarão desenvolvidas apropriadamente. É necessário preparar essas competências mentais para desenvolver o aprendizado mais sistêmico antes de aplicar o conteúdo em si no aluno. Essa "capacidade inata" de aprender é vista como variável, porque, dependendo do seu sistema mental, o indivíduo pode tê-lo desenvolvido muito bem ou não. Caso negativo, uma orientação especial é capaz de desenvolver esses pontos mais precários de aprendizagem.

### Concepção construtivista
A concepção construtivista define a aprendizagem como um processo de troca mútua entre o meio e o indivíduo, tendo o outro como mediador. O aluno é um elemento ativo que age e constrói sua aprendizagem. Cabe ao professor instigar o sujeito, desafiando, mobilizando, questionando e utilizando os “erros” de forma construtiva, garantindo assim uma reelaboração das hipóteses levantadas, favorecendo a construção do conhecimento. Nesta concepção o aluno não é apenas alguém que aprende, mas sim o que vivencia os dois processos, sendo ao mesmo tempo ensinante e aprendente.
Alguns teóricos da Psicopedagogia defendem que “para que haja aprendizagem, intervêm o nível cognitivo e o desejante, além do organismo e do corpo” (Fernández, 1991, p. 74),  por isso aproxima-se dos referenciais teóricos do construtivismo, pois foca a subjetivação, enfatizando o interacionismo; acredita no ato de aprender como uma interação, crença esta fundamentada nas ideias de Pichon Rivière e de Vygotsky; defende a importância da simbolização no processo de aprendizagem baseada nos estudos psicanalíticos, além da contribuição de Carl Gustav Jung pela psicologia analítica.
É necessário que o psicopedagogo tenha um olhar abrangente sobre as causas das dificuldades de aprendizagem, indo além dos problemas biológicos, rompendo assim com a visão simplista dos problemas de aprendizagem, procurando compreender mais profundamente como ocorre este processo de aprender numa abordagem integrada, na qual não se toma apenas um aspecto da pessoa mas sua integralidade.
Necessariamente, nas dificuldades de aprendizagem que apresenta um sujeito, está envolvido também o ensinante. Portanto, o problema de aprendizagem deve ser diagnosticado, prevenido e curado, a partir dos dois personagens e no vínculo. (Fernández, 1991, p. 99). Assim, cabe ao psicopedagogo voltar seu olhar para esses sujeitos, ensinante e aprendente, como para os vínculos e a circulação do saber entre eles. Como afirma Paín, uma tarefa primordial no diagnóstico é resgatar o amor. Em geral, os terapeutas tendem a carregar nas tintas sobre o desamor, sobre o que falta, e poucas vezes se evidencia o que se tem e onde o amor é resgatável. Sem dúvida, isto é o que nos importa no caminho da cura (Paín, 1989, p. 35).
O psicopedagogo Reuven Feuerstein, criador das teorias da experiência da aprendizagem mediada e da modificabilidade cognitiva estrutural, defende a ideia de que a inteligência pode ser "exercitada" e "expandida". O método Feuerstein, de estímulo da inteligência, tem auxiliado indivíduos portadores de deficiências e considerados inaptos. Indivíduos, como o neto de Feuerstein (portador de síndrome de Down), apresentaram um grande desenvolvimento de inteligência, adquirindo a capacidade de aprender.

## Regulamentação
No Brasil vivencia-se ainda a luta, para que se regulamente a profissão de psicopedagogo, de modo que este seja formado em cursos de graduação a exemplo do que já acontece na Europa, em especial, na França e em Portugal, além de outros países. Em 2005 foi reconhecido o primeiro curso de graduação em psicopedagogia, oferecido pela PUC/RS (em extinção). Na época o Brasil já contava com outros cursos em andamento: no Centro Universitário La Salle, (Canoas, RS), na Universidade Federal da Paraíba (João Pessoa, Paraíba) e no Centro Universitário FIEO (Osasco, São Paulo). Nesta última instituição, em 2006, foi recomendado pela CAPES o primeiro mestrado acadêmico com área de concentração em psicopedagogia.
A regulamentação brasileira não tem avançado a partir do Projeto de Lei nº 128/2000 e da Lei n.º 10.891. Entretanto, a regulamentação de qualquer nova profissão, a exemplo das tentativas de regulamentação da psicanálise no Brasil, que é livre no mundo, têm encontrado em prerrogativa constitucional a sua impossibilidade, pois o Art. 5º da Constituição Brasileira prevê o "livre exercício profissional", sendo entendido que é desnecessário e oneroso para o Estado a regulamentação de profissões, exceto quando há risco iminente para a sociedade.

## Terminologia
- Ensinante-aprendente: termo usado para indicar que todo sujeito exerce as duas funções simultaneamente.
- Diagnóstico Psicopedagógico: trata-se da avaliação da situação e história individual baseado nos princípios psicopedagógicos, o que difere do diagnóstico psicológico ou da avaliação educacional.
- DIFAJ: termo cunhado por Alicia Fernández para descrever o modelo de atendimento psicopedagógico implementado pelo E.Psi.B.A. É o acrônimo para "Diagnóstico Interdisciplinar Familiar de Aprendizagem em uma Jornada".
- Inteligência atrapada: estado de inibição cognitiva caracterizado pelo esquema mental de defesa ou fuga, desenvolvido pelo próprio sujeito que impede ou atrapalha a aprendizagem.
- Queixa: termo que designa o problema vivenciado pelo sujeito, em geral criança ou adolescente, na visão dos pais ou de quem apresenta o caso ao profissional psicopedagogo (Ex: "Ele não consegue ler"; "Ela escreve de trás para frente"; "Ele troca as letras"; "Ele não sabe nada").
- Vínculo: relação mútua entre a criança ou adolescente e o outro (família, colegas, profissionais etc.).